# Klubbheads
Die Klubbheads sind ein zweiköpfiges niederländisches Produzententeam im Bereich der elektronischen Dance-Musik, welches vor allem in den späten 1990er Jahren größere Erfolge in Europa feiern konnte. Zu den bekanntesten Produktionen zählen die Singles Klubbhopping, Kickin' Hard und Turn Up The Bass. Der Sound der Klubbheads lässt sich am ehesten als Hard House klassifizieren, wobei oft auch vom sogenannten Klubbheads-Style gesprochen wird. Das bekannteste Markenzeichen vieler ihrer Songs ist eine markante Bassline, welche als Bamboo-Bass bezeichnet wird.

## Geschichte
Das Klubbheads-Team bestand ursprünglich aus den drei Mitgliedern Koen Groeneveld (DJ BoozyWoozy), Addy van der Zwan (Itty Bitty) sowie Jan Voermans (Greatski). Voermans verließ das Team jedoch im Jahr 2005. Während Groeneveld und van der Zwan schon in den frühen 1990er Jahren zusammenarbeiteten, stieß Voermans erst im Jahre 1995 zur Formation hinzu. Daraufhin starteten die drei im selben Jahr ihr erstes eigenes Label 'Blue Records', welches sie für die Plattenfirma 'Mid-Town Records' gründeten, und waren fortan unter dem Namen „Klubbheads“ aktiv. Ihre dritte Veröffentlichung Klubbhopping, welche zu einem Clubhit in ganz Europa wurde, bedeutete den Durchbruch für das Trio. Neben weiteren Singles, welche sich vor allem in den Niederlanden, Deutschland und in England auch kommerziell als erfolgreich erwiesen, wurden die Klubbheads zu immer gefragteren Remixern und erhielten unter anderem Remixaufträge für die Vengaboys, DJ Supreme, Sash, Scooter und Salt’N’Pepa. Konsequenz aus diesen teilweise sehr populären Arbeiten war, dass das 1998 erschienene erste Album der Klubbheads mit dem Titel Kick you Hard neben den eigenen Produktionen auch eine Auswahl ihrer bekanntesten Remixe enthielt. Im Jahr 1999 verließen die Klubbheads Blue Records und gründeten in Vlaardingen bei Rotterdam ihre eigene Plattenfirma mit dem Namen 'Digidance', zu dem auch diverse weitere Sublabel wie 'DNA Records', 'Digi White', 'MoBizz' und 'Danceplanet Recordings' gehörten. Hier veröffentlichten sie sowohl eigene Tracks als auch Produktionen von anderen Künstlern. Im März 2009 meldete die Plattenfirma Digidance B.V. Insolvenz an.

## Pseudonyme
Groeneveld, van der Zwan und Voermans treten weiterhin in einer nahezu unüberschaubaren Anzahl von Pseudonymen auf, unter welchen sie teilweise ebenfalls sehr erfolgreich produzierten. Die Veröffentlichung E unter dem Pseudonym Drunkenmunky ist gar der größte kommerzielle Erfolg des Trios, welche im Jahre 2002 die Top Ten der deutschen Single-Charts erreichen konnte.
Weitere Pseudonyme der Klubbheads sind unter anderem: 2 Hi, The Caramel Club, Chainside, Club Scene Investigators, Code Blue, Cut The Cake, Da Klubb Kings, Delano & Crockett, DJ Disco, Dutch Maffia, Frantic Explosion, Greenfield, Hardliners, Hi_Tack, Infectious!, Itty Bitty Boozy Woozy, K&A, KA-22, Koen Groeneveld & Addy van der Zwan, LCD-J, Los Pampas Feat. The Dixieband, Mellow Tracks, Rollercoaster, The Rotterdam Gang, Sleezy G, The Sound Of Now, Speakerz!, The Sync Inc., Tek Team, The Ultimate Seduction und Untouchable 3.

## Diskografie

### Alben
| Jahr       | Titel                         | Höchstplatzierung, Gesamtwochen, AuszeichnungChartsChartplatzierungen (Jahr, Titel, Platzierungen, Wochen, Auszeichnungen, Anmerkungen) | Anmerkungen                             |
| Jahr       | Titel                         | NL | Anmerkungen                             |
| ---------- | ----------------------------- | --- | --------------------------------------- |
| Klubbheads |                               | |                                         |
|            |                               | |                                         |
| 2001       | Front To The Back 1991 - 2001 | NL18 (6 Wo.)NL | Erstveröffentlichung: 8. September 2001 |

### Singles
| Jahr         | Titel Album              | Höchstplatzierung, Gesamtwochen, AuszeichnungChartplatzierungen (Jahr, Titel, Album, Platzierungen, Wochen, Auszeichnungen, Anmerkungen) | Höchstplatzierung, Gesamtwochen, AuszeichnungChartplatzierungen (Jahr, Titel, Album, Platzierungen, Wochen, Auszeichnungen, Anmerkungen) | Höchstplatzierung, Gesamtwochen, AuszeichnungChartplatzierungen (Jahr, Titel, Album, Platzierungen, Wochen, Auszeichnungen, Anmerkungen) | Höchstplatzierung, Gesamtwochen, AuszeichnungChartplatzierungen (Jahr, Titel, Album, Platzierungen, Wochen, Auszeichnungen, Anmerkungen) | Höchstplatzierung, Gesamtwochen, AuszeichnungChartplatzierungen (Jahr, Titel, Album, Platzierungen, Wochen, Auszeichnungen, Anmerkungen) | Anmerkungen                            |
| Jahr         | Titel Album              | DE | AT | CH | UK | NL | Anmerkungen                            |
| ------------ | ------------------------ | --- | --- | --- | --- | --- | -------------------------------------- |
| Klubbheads   |                          | | | | | |                                        |
|              |                          | | | | | |                                        |
| 1996         | Klubhopping              | — | — | — | UK10 (6 Wo.)UK | — | Erstveröffentlichung: 11. August 1996  |
| 1997         | Discohopping             | — | — | — | UK35 (2 Wo.)UK | — | Erstveröffentlichung: 18. Januar 1997  |
| 1998         | Kickin’ Hard             | DE86 (1 Wo.)DE | — | — | UK36 (2 Wo.)UK | — | Erstveröffentlichung: 1. Juni 1998     |
| 2000         | Turn Up the Bass         | DE88 (2 Wo.)DE | — | — | UK36 (2 Wo.)UK | — | Erstveröffentlichung: 15. März 2000    |
| 2001         | Hiphopping               | — | — | — | — | NL13 (7 Wo.)NL | Erstveröffentlichung: 19. Februar 2001 |
| 2001         | Here We Go               | — | — | — | — | NL19 (5 Wo.)NL | Erstveröffentlichung: 6. July 2001     |
| DJ Disco     |                          | | | | | |                                        |
|              |                          | | | | | |                                        |
| 1998         | Stamp Your Feet          | DE35 (6 Wo.)DE | — | — | — | — | Erstveröffentlichung: 8. April 1998    |
| Drunkenmunky |                          | | | | | |                                        |
|              |                          | | | | | |                                        |
| 2002         | E (As In Eveline)        | DE8 (11 Wo.)DE | — | — | — | NL18 (5 Wo.)NL | Erstveröffentlichung: 1. Mai 2002      |
| Hi_Tack      |                          | | | | | |                                        |
|              |                          | | | | | |                                        |
| 2005         | Say Say Say (Waiting 4U) | DE39 (9 Wo.)DE | AT65 (2 Wo.)AT | CH59 (18 Wo.)CH | UK4 (17 Wo.)UK | NL12 (14 Wo.)NL | Erstveröffentlichung: 19. August 2005  |
| 2007         | Let’s Dance              | — | — | — | UK38 (3 Wo.)UK | — | Erstveröffentlichung: 5. März 2007     |

Weitere Singles
- 1995 Cha Cha
- 1995 Tempo Fiesta
- 1995 Work This Pussy
- 1996 The Magnet
- 1998 Raise Your Hands (mit Mark van Dale)
- 1999 Release the Pressure
- 2000 Big Bass Bomb
- 2001 Kickin’ Hard (Remixes 2001)
- 2002 Let the Party Begin
- 2003 Somebody Skreem!
- 2003 Bounce to the Beat
- 2004 Dutch Klubb Dubbs
- 2004 Klubbslang
- 2005 Turn up the Bass (2005 Remixes)
- 2005 Dutch Klubb Sessions #1